# Capparis nectaria
Capparis nectaria é uma espécie de planta do gênero Capparis e da família Capparaceae.  

## Conservação
A espécie faz parte da Lista Vermelha das espécies ameaçadas do estado do Espírito Santo, no sudeste do Brasil. A lista foi publicada em 13 de junho de 2005 por intermédio do decreto estadual nº 1.499-R. 